# Йоганн Гоффманн (футболіст, 1908)
Йоганн Ганс Гоффманн (нім. Johann Hoffmann) — австрійський футболіст, що грав на позиції півзахисника. Відомий виступами, зокрема, у складі клубів «Рапід», ДСВ Сааз, «Страсбур» і «Сошо». Чемпіон Австрії і Франції.

## Клубна кар'єра
Починаючи з сезону 1925/26 грав у складі віденської команди «Рапід» (Відень). У 1927 році став з командою володарем кубка Австрії, зіграв у тому розіграші 6 матчів, у яких забив 5 голів. Двічі з командою був чемпіоном Австрії у 1929 (9 матчів і 2 голи) і 1930 (7 матчів) роках. Фіналіст кубка Мітропи 1927 і 1928 років. У 1927 році у фіналі не грав, проте відзначився хет-триком у матчі 1/4 фіналу проти «Хайдука» (8:1).
У 1932 році перейшов у команду ДСВ Сааз, що виступала у чехословацькій лізі для німецьких команд. У 1934 і 1935 роках перемагав з командою у чемпіонаті для німецьких команд.  1935 році допоміг команді пробитися у вищий дивізіон чемпіонату Чехословаччини. Зіграв на початку сезону 1935/36 4 матчі і забив 1 гол. 
У 1935 році перейшов до складу французького клубу «Страсбур», у якому провів два роки. У сезоні 1937/38 виступав у команді «Сошо», з якою здобув титул чемпіона Франції. Гравцем основи не був, зігравши 5 матчів у яких забив 1 гол.

## Досягнення
- Чемпіон Австрії (2): 1929, 1930
- Володар кубка Австрії (1): 1927
- Фіналіст кубка Мітропи (2): 1927, 1928
- Чемпіон німецької ліги чемпіонату Чехословаччини (2): 1934, 1935
- Чемпіон Франції (1): 1938

| Дата       | Місто | Господарі      | Результат | Гості   | Турнір           | Голи | Примітки |
| ---------- | ----- | -------------- | --------- | ------- | ---------------- | ---- | -------- |
| 17/03/1933 | Прага | Чехословаччина | 3 – 3     | Австрія | товариський матч | -    |          |
| Усього     |       | Матчів         | 1         |         | Голів            | 0    |          |